# Mutum-do-sudeste
O mutum-do-sudeste ou mutum-de-bico-vermelho (nome científico: Crax blumenbachii) é uma espécie de ave galiforme da família dos cracídeos (Cracidae). É uma ave de grande porte, habitando estritamente as florestas do sudeste do Brasil. Ameaçada de extinção, sua população está diminuindo devido à caça e ao desmatamento.

## Etimologia
O vernáculo mutum deriva do tupi mï'tũ no sentido de 'ave galiforme'. Seu primeiro registro ocorreu em 1584, como mutũ, depois reaparecendo como motum em 1587, motu em 1594, mutus em 1618 e finalmente mutum em 1631.

## Descrição
A espécie mede entre 82–92 centimetres (32–36 in) de comprimento e pesa cerca de 3,5 quilos, vivendo na natureza, em média, 10 anos. O macho tem a parte superior totalmente preta com uma grande crista preta e a parte inferior da barriga branca. O macho pode ser distinguido do mutum-fava (Crax globulosa) por ser menos preto-azulado e do mutumporanga (Crax alector) por ser menos preto-arroxeado. A fêmea não tem barbatanas e tem partes superiores pretas, uma crista com barras pretas e brancas, asas marrom-avermelhadas com barras e manchas pretas, com as partes inferiores sendo marrom-avermelhadas ou ocre.

## Comportamento
É uma ave que vive principalmente no solo. Diante de sua dificuldade de voar e por preferir o solo, foi comparada com a galinha. Alimenta-se de sementes, frutos, gomos e pequenos invertebrados. Os machos podem ser ouvidos emitindo seus altos booms em setembro e outubro. As fêmeas põem uma ninhada de um a quatro ovos e os filhotes emplumam no final do ano.

## Abrangência e conservação
O mutum-do-sudeste é endêmico da Mata Atlântica brasileira, sendo encontrada em apenas poucos locais da Bahia e do Espírito Santo. Sua população está diminuindo devido à perda de habitat e à caça. A floresta virgem em que vive foi amplamente convertida em terras agrícolas e plantações. Em 2020, foi estimado que existiam apenas 250 indivíduos adultos na natureza. O mutum-do-sudeste é mantido também em reservas, mas mesmo nestes locais é caçado e capturado para fins comerciais. Também é vulnerável a ataques de animais domésticos. Possivelmente já foi extirpada de Minas Gerais. No entanto, tanto em Minas Gerais como no Rio de Janeiro, está sendo reintroduzida por meio da criação em cativeiros.
Apesar dessas iniciativas, a União Internacional para a Conservação da Natureza (UICN / IUCN) a classificou como espécie em perigo em sua Lista Vermelha. Em 2005, foi classificado como criticamente em perigo na Lista de Espécies da Fauna Ameaçadas do Espírito Santo; em 2010, como criticamente em perigo na Lista de Espécies Ameaçadas de Extinção da Fauna do Estado de Minas Gerais; em 2014, como criticamente em perigo na Portaria MMA N.º 444 de 17 de dezembro de 2014; em 2017, como criticamente em perigo na Lista Oficial das Espécies da Fauna Ameaçadas de Extinção do Estado da Bahia; e em 2018, como criticamente no Livro Vermelho da Fauna Brasileira Ameaçada de Extinção do Instituto Chico Mendes de Conservação da Biodiversidade (ICMBio) e como possivelmente extinto na Lista das Espécies da Fauna Ameaçadas de Extinção no Estado do Rio de Janeiro. Também é registrado no Apêndice I da Convenção sobre o Comércio Internacional das Espécies Silvestres Ameaçadas de Extinção (CITES).